# Skotuvate, Pokrovske
Skotuvate (în ucraineană Скотувате) este un sat în așezarea urbană Pokrovske din raionul Pokrovske, regiunea Dnipropetrovsk, Ucraina.

## Demografie
Componența lingvistică a localității Skotuvate
     Ucraineană (95%)
     Rusă (5%)
Conform recensământului din 2001, majoritatea populației localității Skotuvate era vorbitoare de ucraineană (95%), existând în minoritate și vorbitori de rusă (5%).